# Greg Sutton
Gregory Ray Sutton, más conocido como Greg Sutton, (nacido el 03 de diciembre de 1957 en Santa Cruz, California) es un exjugador de baloncesto estadounidense. Con 1.88 de estatura, su puesto natural en la cancha era el de base.

## Trayectoria
- High School. Douglass (Oklahoma City, Oklahoma).
- 1986-87 Universidad de Langston.
- 1988-91 Universidad de Oral Roberts
- 1991-92 San Antonio Spurs.
- 1992-93 Fort Wayne Fury.
- 1992-93 Fargo-Moorhead Fever.
- 1993-94 Apollon Patras.
- 1994-96 Charlotte Hornets.
- 1995-96 Philadelphia Sixers.
- 1996-97 Scavolini Pesaro.
- 1996-97  Piraikos.
- 1997-98 Quad City Thunder.
- 1997-98 Idaho Stampede.
- 1997-98 Valvi Girona.
- 1998-99 Hapoel Holon.
- 1999-00 Bnei Herzliya.
- 2000-01 Bingosnai Montecatini.
- 2001-02 AEL Limassol